# Cornelia (estación)
Cornelia es una estación de la línea A del Metro de Roma. Se encuentra en la intersección de la Via Boccea con la circunvalación Cornelia, de la cual, recibe su nombre la estación.
En su entorno, se encuentra la Fortaleza Boccea.

## Historia
La estación Cornelia fue inaugurada el 1° de enero de 2000 como parte de la extensión de la línea A desde Valle Aurelia a Battistini. Originalmente, su nombre sería Aurelia - Cornelia.